# Colla castellera
Una colla castellera es una agrupación en la que se reúnen los casteller.

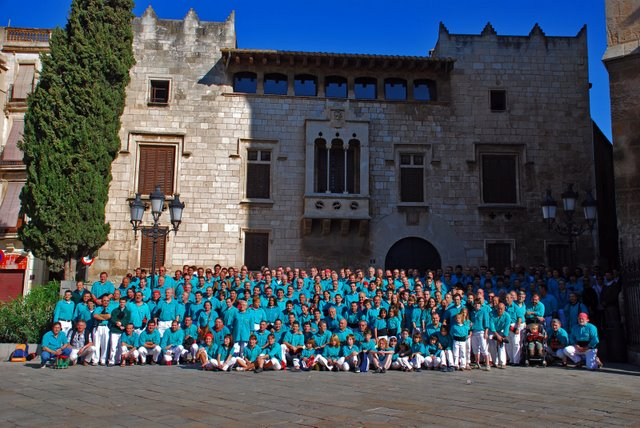
Una colla castellera

Todas las collas parten de un nivel mínimo, que son los castells de seis pisos, y a medida que mejoran su técnica y crecen en número de participantes, pueden llegar a hacerlos de nueve y diez pisos (la altura máxima que se ha alcanzado hasta ahora). La Coordinadora de Colles Castelleres de Catalunya agrupa unas 60 collas.

## Estructura
La estructura de una colla castellera está formada por:
- Junta: organización administrativa. Su responsable máximo es el presidente.
- Comisión técnica: grupo de personas que se encargan de coordinar los ensayos de la colla y determinar la posición que ocupa cada casteller dentro del castell. Su responsable máximo es el cap de colla (jefe de colla).
- Miembros: los castellers.

## Collas castelleras universitarias
El colectivo de las collas castelleras universitarias, que no actúan en el circuito festivo casteller, está formado por los Arreplegats de la Zona Universitaria, la Colla Castellera Ganàpies de la Universidad Autónoma de Barcelona, los Marracos de la  Universidad de Lérida, els Bergants del Campus Tarrasa, los Pataquers de la Universidad Rovira i Virgili, los Emboirats de la Universidad de Vich, los Passerells del Tecnocampus Mataró, los Xoriguers de la Universidad de Gerona, los Engrescats de la Universidad Ramon Llull, los Trempats de la Universidad Pompeu Fabra y los desaparecidos Gambirots de la Universidad de las Islas Baleares y los Mangoners de la Universidad de Perpiñán.
Las collas castelleras universitarias se diferencian de las collas castelleras convencionales sobre todo en un aspecto: la edad de los castellers, que en las universitarias siempre está formada por miembros en edad universitaria. Eso supone ciertas limitaciones en cuanto a la altura de los castells, ya que el pom de dalt de los castells (los tres pisos superiores) es muy pesado. Los miembros de las collas universitarias pueden ser al mismo tiempo miembros de collas castelleras convencionales.
Dos veces al año, una en invierno y otra en primavera, cada colla universitaria organiza un día de la fiesta castellera llamado "diada" donde se invita al resto de collas universitarias, o algunas de ellas. En estos días, además de la actuación de castells también se realizan otras actividades, como: cenas, bailes, juegos y otras actividades para hacer unión entre collas.

## Las collas y el Museo Casteller de Cataluña
En la ciudad de Valls se está construyendo el Museo Casteller de Cataluña que recibirá el nombre de Món Casteller – Museo Casteller de Cataluña.
Se trata de un proyecto ideado hace más de 40 años cuando el vallense Pere Català Roca apuntó la necesidad de su creación. Finalmente, pero, en el 2015 se inician las obras de construcción del edificio situado en el Barrio Antiguo de Valls. El edificio, obra del arquitecto catalán Dani Freixes Melero i su empresa Varis Arquitectes acogerá la museografía diseñada por la empresa del museógrafo y escenógrafo Ignasi Cristià, ganador del concurso público. Así mismo, la empresa Lavinia Spurna Visual se encargará de los audiovisuales del Museo.
En él, todas las collas del universo casteller se verán representadas. 
- Datos: Q597075